# 東経43度線
東経43度線（とうけい43どせん）は、本初子午線面から東へ43度の角度を成す経線である。北極点から北極海、ヨーロッパ、アジア、アフリカ、インド洋、南極海、南極大陸を通過して南極点までを結ぶ。
東経43度線は、西経137度線と共に大円を形成する。

## 通過する地域一覧
東経43度線は、北極点から南極点まで南に向かって以下の場所を通っている。
| 地理座標                                             | 国土・領土・領海 | 備考 |
| ---------------------------------------------------- | ---------------- | --- |
| 北緯90度0分 東経43度0分 / 北緯90.000度 東経43.000度  | 北極海           | |
| 北緯80度32分 東経43度0分 / 北緯80.533度 東経43.000度 | バレンツ海       | |
| 北緯68度37分 東経43度0分 / 北緯68.617度 東経43.000度 | 白海             | |
| 北緯66度24分 東経43度0分 / 北緯66.400度 東経43.000度 | ロシア           | |
| 北緯43度6分 東経43度0分 / 北緯43.100度 東経43.000度  | ジョージア       | |
| 北緯41度24分 東経43度0分 / 北緯41.400度 東経43.000度 | トルコ           | |
| 北緯37度20分 東経43度0分 / 北緯37.333度 東経43.000度 | イラク           | |
| 北緯30度28分 東経43度0分 / 北緯30.467度 東経43.000度 | サウジアラビア   | |
| 北緯16度31分 東経43度0分 / 北緯16.517度 東経43.000度 | イエメン         | |
| 北緯14度23分 東経43度0分 / 北緯14.383度 東経43.000度 | 紅海             | |
| 北緯12度53分 東経43度0分 / 北緯12.883度 東経43.000度 | エリトリア       | |
| 北緯12度39分 東経43度0分 / 北緯12.650度 東経43.000度 | ジブチ           | |
| 北緯11度48分 東経43度0分 / 北緯11.800度 東経43.000度 | タジュラ湾       | |
| 北緯11度35分 東経43度0分 / 北緯11.583度 東経43.000度 | ジブチ           | |
| 北緯11度3分 東経43度0分 / 北緯11.050度 東経43.000度  | ソマリア         | ソマリランド |
| 北緯10度6分 東経43度0分 / 北緯10.100度 東経43.000度  | エチオピア       | |
| 北緯4度27分 東経43度0分 / 北緯4.450度 東経43.000度   | ソマリア         | |
| 北緯0度7分 東経43度0分 / 北緯0.117度 東経43.000度    | インド洋         | グランドコモロ島 コモロのすぐ西を通過 フアン・デ・ノヴァ島（ フランス領南方・南極地域）のすぐ東を通過 マダガスカルの海岸のすぐ西を通過 |
| 南緯60度0分 東経43度0分 / 南緯60.000度 東経43.000度  | 南極海           | |
| 南緯68度4分 東経43度0分 / 南緯68.067度 東経43.000度  | 南極大陸         | ドローニング・モード・ランド（ ノルウェーが領有権を主張）                                                                              |